# Können Schweine fliegen?
Können Schweine fliegen? ist ein Lernspiel für Kinder von Sonja Häßler aus dem Jahr 2004, das im Jahr seiner Veröffentlichung auf der Empfehlungsliste für das Kinderspiel des Jahres der Spiel-des-Jahres-Jury stand. Das Spiel ist für Spieler ab fünf Jahren konzipiert. Die Spieleranzahl variiert je nach Spielvariante (2–4 Personen bei Standardvariante und geschwindigkeitsbefreiter Variante, 1–5 Personen bei kooperativer Variante, 3–4 Personen bei Variante für Fortgeschrittene). Eine Spielrunde dauert etwa 15 bis 20 Minuten.

## Ausstattung
Das Spiel enthält neben der Anleitung vier Schweine-Spielfiguren in den Farben Gelb, Rot, Blau und Grün, 16 Spielchips (jeweils vier Stück pro Spielerfarbe), eine Punkteleiste (auch „Schweine-Flugbahn“ genannt), 42 Tierkärtchen, 22 Merkmalskärtchen und ein großes Lösungsposter.

## Spielverlauf
Können Schweine fliegen? kann in den folgenden vier Spielvarianten gespielt werden:

### Standard-Spielvariante
Vor Spielbeginn suchen sich alle Spieler eine Spielfarbe aus, setzen ihre Spielfigur auf das Startfeld der Punkteleiste und nehmen alle vier Spielchips ihrer Spielfarbe zu sich. Die Tierkärtchen werden  gleichmäßig und verdeckt auf sechs verschiedene Stapel verteilt und die Merkmalskärtchen kreisförmig um die Punkteleiste in der Mitte des Tisches platziert.
Zu Beginn einer Spielrunde deckt der Spielleiter (oder der älteste Spieler, falls alle Teilnehmer mitspielen wollen) das oberste Tierkärtchen von einem beliebigen Kartenstapel auf. Anschließend versuchen alle Spieler gleichzeitig und so schnell wie möglich, dem auf dem gezogenen Kärtchen abgebildeten Tier die richtigen Merkmale zuzuordnen. Die Zuordnung eines Merkmals erfolgt durch das Platzieren eines Spielchips der eigenen Farbe auf dem entsprechenden Merkmalskärtchen. Dabei gilt es zu beachten, dass auf einem Merkmalskärtchen immer nur ein Spielchip abgelegt werden kann, weshalb Schnelligkeit beim Legen der Chips gefragt ist. Es herrscht jedoch kein Legezwang. Ein Spieler kann aufgrund der begrenzten Anzahl seiner Spielchips maximal vier Merkmale pro Runde zuordnen. Er darf sich jedoch ebenfalls dafür entscheiden, in einer Runde keinen Spielchip auf Merkmalskärtchen zu platzieren.
Nachdem alle Spieler mit dem Legen ihrer Chips fertig sind, wird die Spielrunde durch die Punktewertung abgeschlossen. Der Spielleiter (oder der älteste Spieler) sieht sich nun die Lösung für das gezogene Tier auf dem großen Lösungsposter an und liest die richtigen Merkmale laut vor. Für jedes richtig zugeordnete Merkmal erhalten die Spieler einen Punkt auf der „Schweine-Flugbahn“, d. h. sie dürfen ihre Spielfigur um ein Feld auf der Punkteleiste nach vorne rücken. Für jedes falsch zugeordnete Merkmal verlieren die Spieler hingegen einen Punkt, d. h. sie müssen ihre Figur um ein Feld auf der Punkteleiste zurückschieben.

### Geschwindigkeitsbefreite Spielvariante
Der grundsätzliche Spielablauf der geschwindigkeitsbefreiten Variante ist sehr ähnlich wie der Ablauf der Standard-Variante. Der einzige Unterschied zwischen beiden Spielvarianten besteht darin, dass die Spieler hier dem gezogenen Tier nicht gleichzeitig Merkmale zuordnen müssen, sondern nacheinander. Alle Mitspieler müssen sich beim Legen ihrer Chips an eine vorgegebene Reihenfolge halten. Die Spieler platzieren solange nacheinander im Uhrzeigersinn ihre Spielchips, bis kein Teilnehmer mehr einen Chip legen kann oder möchte. Die Legegeschwindigkeit spielt bei dieser Spielvariante daher keine Rolle.

### Kooperative Spielvariante
Bei der kooperativen Spielvariante zieht der Spielleiter (oder ein Spieler) zwei Merkmalskarten, die auf den gegenüberliegenden Seiten eines Tisches platziert werden. Anschließend müssen die Spieler gemeinsam versuchen, alle 42 Tierkarten in Bezug auf die gezogenen Merkmalskarten richtig zu platzieren. Die Kärtchen von Tieren, die nur eines der beiden Merkmale aufweisen, werden auf die entsprechende Tischseite neben die zutreffende Merkmalskarte gelegt. Karten von Tieren, auf die beide Merkmale zutreffen, müssen in der Tischmitte platziert werden. Trifft auf ein Tier keines der beiden gezogenen Merkmale zu, so wird die Tierkarte beiseite gelegt. Sind alle Tierkarten abgelegt, wird ihre Positionierung abschließend mithilfe des Lösungsposters durch den Spielleiter überprüft.

### Spielvariante für Fortgeschrittene
Beim Spielen der Variante für Fortgeschrittene zieht der Spielleiter zu Beginn jeder Runde fünf verschiedene Tierkärtchen, die offen in der Tischmitte ausgelegt werden. Falls alle Spieler mitraten möchten, wechselt die Rolle des Spielleiters mit jeder neuen Spielrunde im Uhrzeigersinn. Anschließend sucht sich der Spielleiter eines der fünf gezogenen Tiere aus, dass seine Mitspieler in dieser Spielrunde erraten müssen. Nachdem der Spielleiter im Lösungsposter überprüft hat, welche Merkmale auf das Tier seiner Wahl zutreffen, legt er nacheinander jeweils einen Spielchip auf ein zutreffendes Merkmalskärtchen. Sobald ein Mitspieler zu wissen glaubt, welches der fünf Tiere gesucht wird, ruft er „Stopp“ und äußert seine Vermutung. Liegt der Spieler falsch, so darf er in der laufenden Spielrunde nicht mehr mitraten und das Tierkärtchen, auf das er getippt hat, kommt aus dem Spiel. Tippt ein Spieler hingegen richtig, so ist die Spielrunde beendet und er erhält Punkte in Höhe der Anzahl noch ausliegender Tierkarten. Der Spieler darf seine Spielfigur auf der Punkteleiste um die entsprechende Zahl vorrücken.

## Spielende
Die Standard-Spielvariante und die geschwindigkeitsbefreite Spielvariante enden nach fünf Runden, also nach dem Aufdecken von fünf verschiedenen Tierkarten. Hier gewinnt der Spieler, der durch die richtige Zuordnung von Tiermerkmalen am meisten Felder auf der „Schweine-Flugbahn“ vorrücken konnte.
Bei der kooperativen Spielvariante können beliebig viele Runden nacheinander gespielt werden, da keine Punkte gesammelt werden müssen. Nur die Anzahl an Merkmalkarten begrenzt die maximale Zahl an Runden, die im Verlauf eines Spieles gespielt werden können.
Die Spielvariante für Fortgeschrittene endet nach vier Runden, also nachdem vier Tiere richtig identifiziert worden sind. Es gewinnt der Spieler, der am meisten Punkte erzielen konnte und demnach am weitesten auf der „Schweine-Flugbahn“ vorgerückt ist.

## Hintergrund und Intention
Können Schweine fliegen? soll Kindern auf spielerischem Weg Wissen über verschiedene Tierarten und ihre charakteristischen Merkmale vermitteln. Zugleich sollen im Spiel das Reaktionsvermögen, die Beobachtungsgabe, logisches Denken und Kombinieren sowie Vorstellungskraft und Abstraktionsvermögen gefördert werden.